# Giro dell'Umbria 1928
Il Giro dell'Umbria 1928, nona edizione della corsa, si svolse nel 1928. La vittoria fu appannaggio dell'italiano Leonida Frascarelli. Al momento nessuna fonte riporta ulteriori informazioni su questa edizione della corsa. 

## Ordine d'arrivo
| Pos. | Corridore           | Squadra | Tempo |
| ---- | ------------------- | ------- | ----- |
| 1    | Leonida Frascarelli | -       | ?     |